# Св. св. Кирил и Методий (Петралинци)
„Св. св. Кирил и Методий“ (на македонска литературна норма: „Св. св. Кирил и Методиј“) е енорийска католическа църква в струмишкото село Петралинци, Северна Македония. Църквата е енорийски храм на източнокатолическата Струмишко-Скопска епархия.
Църквата е изградена в 1929 година за нуждите на заселилите се след Междусъюзническата война в 1913 година в Петралинци, тогава в България, българи униати, бежанци от попадналото в Гърция Кукушко. Ръководител на изграждането е отец Христофор Назов от Радово, а темелният камък е осветен от монсеньор Дионизие Няради. До 1960 година църквата е параклис на енорийския храм „Свети Илия“ в Радово, а след това е параклис на катедралата „Успение Богородично“ в Струмица. В 1987 година под ръководството на отец Георги Ангелов църквата е обновена и осветена. Тогава е поставен и резбованият иконостас от орехово дърво, дело на известния копаничар Гьори Караджов от Битоля. В 2006 година храмът става енорийски, като към енорията е причислена и църквата „Свети Димитър и Падре Пио“ в Сарай.